# Streptophyta
A Streptophyta a Viridiplantae taxonja. Több mint 281 000 faja van, a valódi zöldmoszatok és a Prasinodermophyta kivételével minden zöldmoszat és növény tagja.

## Leírás
A Streptophytára a Charophyta jellemzői érvényesek. A sejtosztódás a Phragmoplastophyta esetén fragmoplaszt, a többi csoportban fikoplaszt révén történik, a cellulózt rozettaszerű enzimkomplexek szintetizálják. Fajai többsejtűek, a vegetatív növekedés az ágakon vagy a fő tengelyen apikális. Az ivaros szaporodás oogám, a petesejteket héj védi. A spermatozoidok gyakran csavartak, egyes levezetett fajoknál ez megszűnt. A Cycadales és a Ginkgo csavart ostorsávú zoidokkal rendelkezik, a többi virágos növény spermiumai ostor nélküliek és nem csavartak. Az osztódás három síkban történik. Az ostorokon nincs masztigonéma.

## Csoportosítás
A Streptophyta az Archaeplastida csoporton belül a valódi zöldmoszatok (Chlorophyta) testvértaxonja.
A korábban a „Streptophycophyta” parafiletikus csoportba sorolt tagok, például a Charophyceae mellett az embriós növények monofiletikus csoportját tartalmazza. Nem ismert, hogy a Mesostigmatophyceae a Streptophyta többi csoportjának vagy a Streptophyta+Chlorophyta testvércsoportja.
A Streptophytina (Streptophyta sensu stricto) csoportba a Charales, a Coleochaetales és az Anydrophyta tartoznak.
A Streptophytába az alábbi csoportok tartoznak így:
- Mesostigmatophyceae (?)
- Chlorokybophyceae
- Streptofilum[10]
- Klebsormidiophyceae
- Zygnematophyceae
- Phragmoplastophyta
  - Charophyceae és Coleochaetophyceae
  - Embryophyta:
    - Marchantiophyta vagy Hepaticophyta
    - Anthocerotophyta
    - Bryophyta
    - Tracheophyta, például:
      - Lycophyta
      - Monilophyta: Ophioglossales, Psilophyta, Marattiales, Equisetophyta, Filicophyta
      - Spermatophyta: nyitvatermők (Gymnospermae) és zárvatermők (Angiospermae).

A Streptofilum a Klebsormidiophyceae és a Phragmoplastophyta (a Charophyceae, a Zygnematophyceae, a Coleochaetophyceae és az Embryophyta kládja) alkotta klád testvércsoportja lehet.

## Szünapomorfiák
Elsődleges szünapomorfiái:
- A fotorespiráció glikolát-oxidázzal történik, nem glikolát-dehidrogenázzal.[11]
- Megszűnt az obligát matrotrófia.[12]:1 Ennek visszatérése a mohákban levezetett.[12]:3
- Zoidogámia[13]

## Fordítás
- Ez a szócikk részben vagy egészben  a   Streptophyta című német Wikipédia-szócikk ezen változatának fordításán alapul.  Az eredeti cikk szerkesztőit annak laptörténete sorolja fel. Ez a jelzés csupán a megfogalmazás eredetét és a szerzői jogokat jelzi, nem szolgál a cikkben szereplő információk forrásmegjelöléseként.
- Ez a szócikk részben vagy egészben  a   Streptophyta című francia Wikipédia-szócikk ezen változatának fordításán alapul.  Az eredeti cikk szerkesztőit annak laptörténete sorolja fel. Ez a jelzés csupán a megfogalmazás eredetét és a szerzői jogokat jelzi, nem szolgál a cikkben szereplő információk forrásmegjelöléseként.